# لامار إس. أوينز جونيور
لامار إس. أوينز جونيور (بالإنجليزية: Lamar S. Owens Jr.)‏ هو لاعب كرة قدم أمريكية أمريكي، ولد في 6 سبتمبر 1983 في سافانا في الولايات المتحدة.